# Лоренцо Гаспаррі
Лоренцо Гаспаррі (італ. Lorenzo Gasparri, 26 квітня 1894, Неаполь — 28 березня 1943, Неаполь) — італійський адмірал. Кавалер Золотої медалі «За військову доблесть».

## Біографія
Лоренцо Гаспаррі народився 26 квітня 1894 року в Неаполі. У 1912 році вступив до Військово-морської академії в Ліворно, яку закінчив у 1914 році у званні гардемарина. Брав участь у Першій світовій війні, проходивши службу на борту броненосців «Вітторіо Емануеле», «Рома», а пізніше на борту крейсера «Сан-Джорджо». Брав участь у бойових діях в Адріатиці. Отримавши звання лейтенанта, був призначений начальником артилерії корабля. За участь та битві біля Дураццо був нагороджений Срібною медаллю «За військову доблесть».
Після закінчення війни отримав звання капітана III рангу та був призначений заступником капітана крейсера «Лібія». Протягом 1927-1928 років був командувачем італійських сил в Тяньцзіні. У 1930 році входив до складу комісії з морської артилерії.
У 1934 році ніс службу на борту лінкора «Джуліо Чезаре». Пройшов навчання в Інституті морської війни (італ. Istituto di Guerra Marittima), після чого ніс службу в Італійській Східній Африці, де командував крейсером «Таранто».
Отримавши звання капітана I рангу, командував 1-ю ескадрою есмінців, а з 1 липня 1938 року по 8 січня 1940 року командував лінкором «Конте ді Кавур». потім був начальником Департаменту артилерії в Інспекції морських озброєнь флоту.
У липні 1941 року отримав звання контрадмірала і був призначений командувачем з'єднання есмінців, яке здійснювало супровід конвоїв в Лівію (флагманський корабель - крейсер «Аттіліо Реголо»).
3 січня 1943 року отримав звання дивізійного адмірала.
28 березня 1943 року загинув в Неаполі від вибуху пароплава «Катеріна Коста» під час ліквідації пожежі та евакуації кораблів з боєприпасами.
Посмертно був нагороджений Золотою медаллю «За військову доблесть».

## Нагороди
- Золота медаль «За військову доблесть» (18 травня 1943, посмертно)
- Срібна медаль «За військову доблесть» — нагороджений двічі.
- Командор Ордена Корони Італії
- Офіцер Ордена Святих Маврикія та Лазаря
- Кавалер Колоніального Ордена Зірки Італії
- Пам'ятна медаль Італо-австрійської війни 1915—1918
- Медаль Перемоги
- Пам'ятна медаль об'єднання Італії